# Macrocarpaea browallioides
Macrocarpaea browallioides là một loài thực vật có hoa trong họ Long đởm. Loài này được (Ewan) A. Robyns & S. Nilsson mô tả khoa học đầu tiên năm 1970.